# L'Extraordinaire Mr. Rogers
Pour plus de détails, voir Fiche technique et Distribution.
L'Extraordinaire Mr. Rogers ou Bonjour, voisin au Québec (A Beautiful Day in the Neighborhood) est un film américain réalisé par Marielle Heller, sorti en 2019.
Matthew Rhys y incarne un journaliste d'Esquire qui doit écrire sur le présentateur Fred Rogers (joué par Tom Hanks). Il est présenté en avant-première au festival international du film de Toronto 2019.

## Synopsis

Logo de l'émission Mister Rogers' Neighborhood

De 1968 à 2001, le présentateur de télévision américain Fred Rogers anime un programme éducatif, Mister Rogers' Neighborhood, suivi par des millions de téléspectateurs. En vue d'écrire un article sur le sujet pour le magazine Esquire, le journaliste Lloyd Vogel rencontre le présentateur. Il va découvrir un homme qui s'avère bien différent de ce qu'il avait imaginé.
Scène intra-générique
Les opérateurs installent des éléments de la maquette de la ville, servant de décors pour l'émission et animent les véhicules. Fred Rogers terminant de chanter la chanson, apparait brièvement.

## Fiche technique
- Titre original : A Beautiful Day in the Neighborhood
- Titre français : L'Extraordinaire Mr. Rogers
- Titre québécois : Bonjour, voisin
- Réalisation : Marielle Heller
- Scénario : Micah Fitzerman-Blue et Noah Harpster, d'après l'article Can You Say... Hero? de Tom Junod
- Direction artistique : Gregory A. Weimerskirch
- Décors : Jade Healy
- Costumes : Arjun Bhasin
- Photographie : Jody Lee Lipes
- Montage : Anne McCabe
- Musique : Nate Heller
- Production : Youree Henley, Leah Holzer, Peter Saraf et Marc Turtletaub

Producteurs délégués : Micah Fitzerman-Blue, Noah Harpster et Bergen Swanson
- Sociétés de production : Affirm Films, Big Beach Films, Tencent Pictures et TriStar Pictures
- Sociétés de distribution : Sony Pictures Releasing (États-Unis), Sony Pictures Releasing France (France)
- Budget : 45 millions de dollars
- Pays d'origine :  États-Unis
- Langue originale : anglais
- Format : couleur
- Genre : drame biographique
- Durée : 107 minutes
- Dates de sortie[1] :
  - Canada : 7 septembre 2019 (festival international du film de Toronto 2019)
  - États-Unis : 22 novembre 2019
  - France : 
    - 22 avril 2020 (VOD)
    - 17 juin 2020 (DVD)

## Distribution
- Matthew Rhys (VF : Thomas Roditi ; VQ : Philippe Martin) : Lloyd Vogel, un journaliste (basé sur Tom Junod)
- Tom Hanks (VF : Jean-Philippe Puymartin ; VQ : Alain Zouvi) : Fred Rogers
- Chris Cooper (VF : François Siener ; VQ : Jean-Marie Moncelet) : Jerry Vogel, père de Lloyd
- Susan Kelechi Watson (VF : Céline Ronté ; VQ : Marie-Evelyne Lessard) : Andrea Vogel, femme de Lloyd
- Enrico Colantoni (VF : Jean-François Aupied ; VQ : Manuel Tadros) : Bill Isler, président & CEO de Family Communications
- Maryann Plunkett (VF : Catherine Davenier) : Joanne Rogers, femme de Fred
- Tammy Blanchard (VF : Marjorie Frantz) : Lorraine, sœur de Lloyd et femme de Todd
- Wendy Makkena (VF : Marie-Madeleine Burguet-Le Doze) : Dorothy, compagne de Jerry
- Christine Lahti (VF : Josiane Pinson) : Ellen, éditeur de Lloyd
- Carmen Cusack (VF : Marie Bouvier) : Margy, producteur de Mister Rogers' Neighborhood
- Jessica Hecht : Lila Vogel
- Noah Harpster : Todd, époux de Lorraine
- Maddie Corman : Betty Aberlin, l'actrice qui joue Lady Aberlin dans Mister Rogers' Neighborhood
- Daniel Krell (VF : Philippe Siboulet) : M. McFeely

 Source et légende : version québécoise (VQ) sur Doublage.qc.ca

## Production
Le 29 janvier 2018, TriStar Pictures annonce l'achat des droits de distribution mondiaux pour le film You Are My Friend, un film biographique basé sur un article de 1998 publié chez Esquire à propos d'un présentateur de télévision Fred Rogers. Il sera joué par Tom Hanks.

## Accueil

### Critique
- En France, le site Allociné recense une moyenne des critiques presse de 3⁄5[6].

- Le Journal du Dimanche salue l'interprétation de Tom Hanks « Le récit est à l’image de l’acteur nommé pour sa * performance à l’Oscar du meilleur second rôle : bienveillant, modeste et délicat. »[7].

- Pour le magazine Les Inrockuptibles l'histoire racontée à travers ce film est sans intérêt « "Un ami extraordinaire" est l'un de ces films-doudous à la tonalité doucereuse et à la morale sirupeuse, qui associe l’esprit critique au cynisme, et en fait la résultante d’une psychologie défaillante. Aucun intérêt, si ce n'est comme objet anthropologique, témoin d’une nation traumatisée. »[8].

## Distinction

### Nominations
- Golden Globes 2020 : Meilleur acteur dans un second rôle pour Tom Hanks
- Oscars 2020 : Meilleur acteur dans un second rôle pour Tom Hanks
- BAFA 2020 : Meilleur acteur dans un second rôle pour Tom Hanks